# Elmar Ottenthal
Elmar Ottenthal (* 6. September 1951 in Innsbruck) ist ein österreichischer Theaterregisseur und Theaterintendant.

## Leben und Wirken
Nach seiner Matura am Akademischen Gymnasium Innsbruck durchlief Ottenthal zunächst eine Ausbildung zum Fotografen. Anschließend studierte er Musikwissenschaften und Kunstgeschichte an der Universität Hamburg.
Nach einer ersten Anstellung von 1974 bis 1977 als Regieassistent und Hausspielleiter am Theater Lübeck wechselte er zur Staatsoper Hamburg, wo er als Abendspielleiter und Assistent von Götz Friedrich tätig war. Im Jahr 1982 übernahm Ottenthal die Position des stellvertretenden Oberspielleiters unter Lorin Maazel an der Staatsoper Wien, bevor er von 1986 bis 1989 als selbstständiger Regisseur auf verschiedenen Bühnen Europas tätig war. Weiterhin zog es Ottenthal wieder nach Wien, wo er an den Vereinigten Bühnen Wien als stellvertretender künstlerischer Leiter unter Peter Weck übernommen wurde. Schließlich übernahm Ottenthal im Jahr 1992 als Nachfolger von Klaus Schultz die Stelle des Generalintendanten am Theater Aachen. Zugleich übertrug man ihm die Leitung der Opernklasse an der Aachener Abteilung der Hochschule für Musik und Tanz Köln und ernannte ihn zum Professor. Nach einer anschließenden Tätigkeit von 1999 bis 2001 als Intendant und Geschäftsführer am Theater des Westens in Berlin, ist Ottenthal nunmehr wieder als selbstständiger Regisseur und Produzent tätig. Darüber hinaus war und ist er immer wieder gefragt, Fernseh- oder Videoregie für einzelne ausgesuchte Werke zu übernehmen. Seit 2005 wurde China zu seinem Arbeitsmittelpunkt, wo er in Peking die Umsetzung eines Theater Joint Ventures in Angriff nahm, einen Lehrauftrag erhielt sowie als Regisseur bei Produktionen von TV-Serien und TV-Filmen mitwirkte. Hier wurde er auch in den Beirat der Vereinigung der Nord-Asiatischen Theater gewählt.
Schon früh beschritt Ottenthal neue Wege, um die klassische und noch mehrheitlich konservativ geprägte Theaterszene zu modernisieren und sie einem neuen Publikum zu öffnen. So übernahm er anfangs neben seinem Wirken an der Wiener Staatsoper die Regieleitung für mehrere Uraufführungen von speziell für Kinder und Jugendliche umgeschriebenen Opern- und Schauspielstücken am Hamburg-Altonaer Theater für Kinder. Dieser Modernisierungsweg zur modernen Form des musikalischen Theaters fand in seiner Zeit in Aachen eine Fortsetzung, wo er neben dem saisonalen Standardrepertoire mehrere moderne Musicals inszenierte. Dabei kam es allein in Aachen zu vier Uraufführungen, von denen das Musical Gaudí von Eric Woolfson eines der erfolgreichsten wurde. Außerhalb Aachens wurde es in Alsdorf und Köln – ebenfalls unter seiner Regieleitung – über viele Jahre hin kommerziell verwertet und fand Aufnahme im Programm des ZDF. Der Kölner Musical Dome wurde eigens für dieses Musical errichtet. 
Auch im Berliner Theater des Westens setzte Ottenthal seinen Modernisierungsstil fort und brachte erneut zwei Musicals zur Uraufführung, von denen Falco meets Amadeus, trotz mancher Kritik, ebenfalls ein Kassenschlager wurde und anschließend europaweit zur Aufführung kam sowie auf Video eingespielt wurde.
Ottenthal war einige Jahre mit der Sopranistin Gertrud Ottenthal verheiratet.

## Uraufführungen (Auswahl)
- Die Zwei Peter oder Zar und Zimmermann, Oper Gustav Albert Lortzing, bearbeitet für Kinder von Michael Horwath, Theater für Kinder, Hamburg-Altona, 15. Februar 1983
- Siegfrieds Kampf, aus Der Ring des Nibelungen, Oper von Richard Wagner, bearbeitet für Kinder von Michael Horwath, Theater für Kinder, Hamburg-Altona, 6. September 1984
- Der Raub des Rheingoldes, aus Der Ring des Nibelungen, Oper von Richard Wagner, bearbeitet für Kinder von Michael Horwath, Theater für Kinder, Hamburg-Altona, 3. April 1984
- Prinzessin Brambilla, von E. T. A. Hoffmann, Theater für Kinder, Hamburg-Altona, 5. Februar 1985
- Tulifant, Kinderoper von Gottfried von Einem, Libretto: Lotte Ingrisch, Ronacher Theater Wien, 30. Oktober 1990
- Gaudí, Musical von Eric Woolfson, Theater Aachen, 1993
- Gambler, Musical von Eric Woolfson, Musical-Bühne Mönchengladbach, 26. Oktober 1996
- Catherine, Musical von Klaas van Dijk, Buch: Seth Gaaikema, Theater Aachen, 14. Juni 1997
- Blood Red Roses, Musical von Marc Berry und Michael Korth, Theater Aachen, 8. August 1998
- Falco meets Amadeus, Musical von Manfred Schweng und Jonny Bertl, Buch: Burkhard Driest, Theater des Westens Berlin, 23. September 2000
- Schwejk it easy, Musical von Konstantin Wecker, Michael Korth und Peter Blaikner, Theater des Westens Berlin, 19. Mai 2001
- Phantasma, Musical von Frank Nimsgern, Libretto: Aino Laos und Elmar Ottenthal, Saarländisches Staatstheater, 7. November 2009